# Introduction à la théorie M
Pour une présentation plus complète, voir Théorie M.
La théorie M a été proposée en 1994 par Edward Witten pour unifier les cinq théories des cordes préexistantes, l'objectif ultime étant de représenter de façon cohérente et unifiée l'espace-temps, la matière, l'énergie et les interactions, sous tous leurs différents aspects. La théorie M n'est pas encore achevée.

## Contexte historique
Dans les premières années du XXe siècle, on a découvert que l'atome, longtemps considéré comme le plus petit élément de matière possible, était en fait constitué de particules beaucoup plus petites, les protons, les neutrons et les électrons. Dès les années 1960 on a mis en évidence d'autres particules élémentaires. Dans les années 1970 on a découvert que les protons et les neutrons (ainsi que les autres hadrons) étaient eux-mêmes constitués de particules plus petites encore, les quarks. L'ensemble de règles qui décrit les interactions de toutes ces particules est le modèle standard de la physique des particules.
Les années 1980 ont vu émerger un nouveau modèle mathématique de la physique théorique, appelé « théorie des cordes ». Selon cette approche toutes les particules et toutes les formes d'énergie de l'univers se construisent à partir d'hypothétiques éléments unidimensionnels appelés « cordes ». En outre la théorie des cordes impose que l'univers ait un grand nombre de dimensions, jusqu'à dix, au lieu des quatre qui nous sont familières (trois pour l'espace et une pour le temps). Les cordes vibrent dans différentes dimensions, et selon la façon dont elles vibrent elles peuvent être ressenties dans notre espace à trois dimensions comme des particules de matière, de lumière ou de gravité. Toute forme de matière ou d'énergie résulte de la vibration des cordes.
Le problème, apparu progressivement, est qu'en partant d'hypothèses différentes les théoriciens des cordes ont développé cinq théories au lieu d'une, qui différaient par le nombre de dimensions, le caractère ouvert ou fermé des cordes, etc., sans qu'on eût de raison de choisir l'une plutôt que l'autre. En 1994, Edward Witten de l'Institute for Advanced Study (Princeton, USA) et ses collaborateurs ont suggéré que les cinq théories étaient en fait des cas particuliers d'une théorie plus générale. Ils l'ont dénommée théorie M mais sans préciser ce que signifiait ce « M » : magique, maîtresse, matrice, membrane, mère, monstre, mystère ? Une particularité essentielle de la théorie M, comparée aux cinq autres théories des cordes, est que ces cordes ne sont plus que la coupe à une dimension de membranes bidimensionnelles, qui vibrent dans un espace-temps à onze dimensions.

## État d'avancement

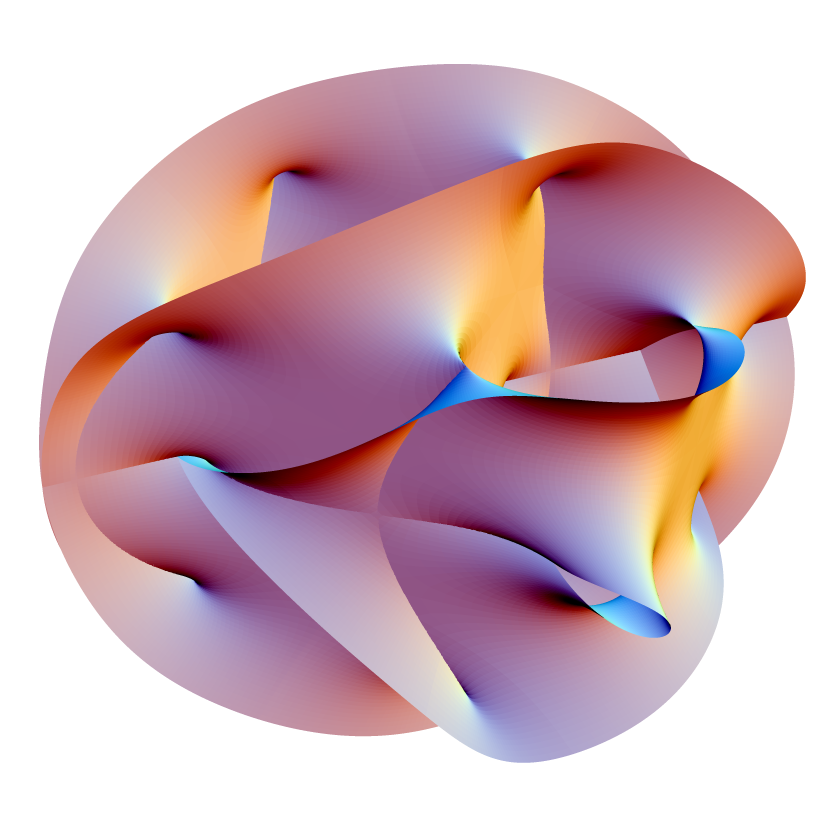
Représentation d'une variété de Calabi-Yau.

La théorie M n'est pas achevée, mais sa structure mathématique est établie : elle est cohérente, et effectivement compatible avec les théories des cordes préexistantes. Parmi les difficultés de la théorie il y a la complexité des calculs, et aussi le fait que la topologie de l'espace à 10 dimensions spatiales doit être celle d'une variété de Calabi-Yau mais qu'il en existe une multitude, sans qu'on sache laquelle est pertinente.
L'intérêt de la théorie M réside principalement dans son élégance mathématique et dans sa relative simplicité. Le physicien théoricien Michio Kaku prétend même que la théorie M pourrait constituer une « théorie du tout » si concise que sa formule fondamentale tiendrait sur un tee-shirt. Stephen Hawking a objecté que la physique pourrait, comme les mathématiques, n'avoir jamais de théorie complète. Mais il a admis ensuite que « la théorie M est le seul candidat possible au titre de théorie complète de l'univers ».